# Peter Bohlmann

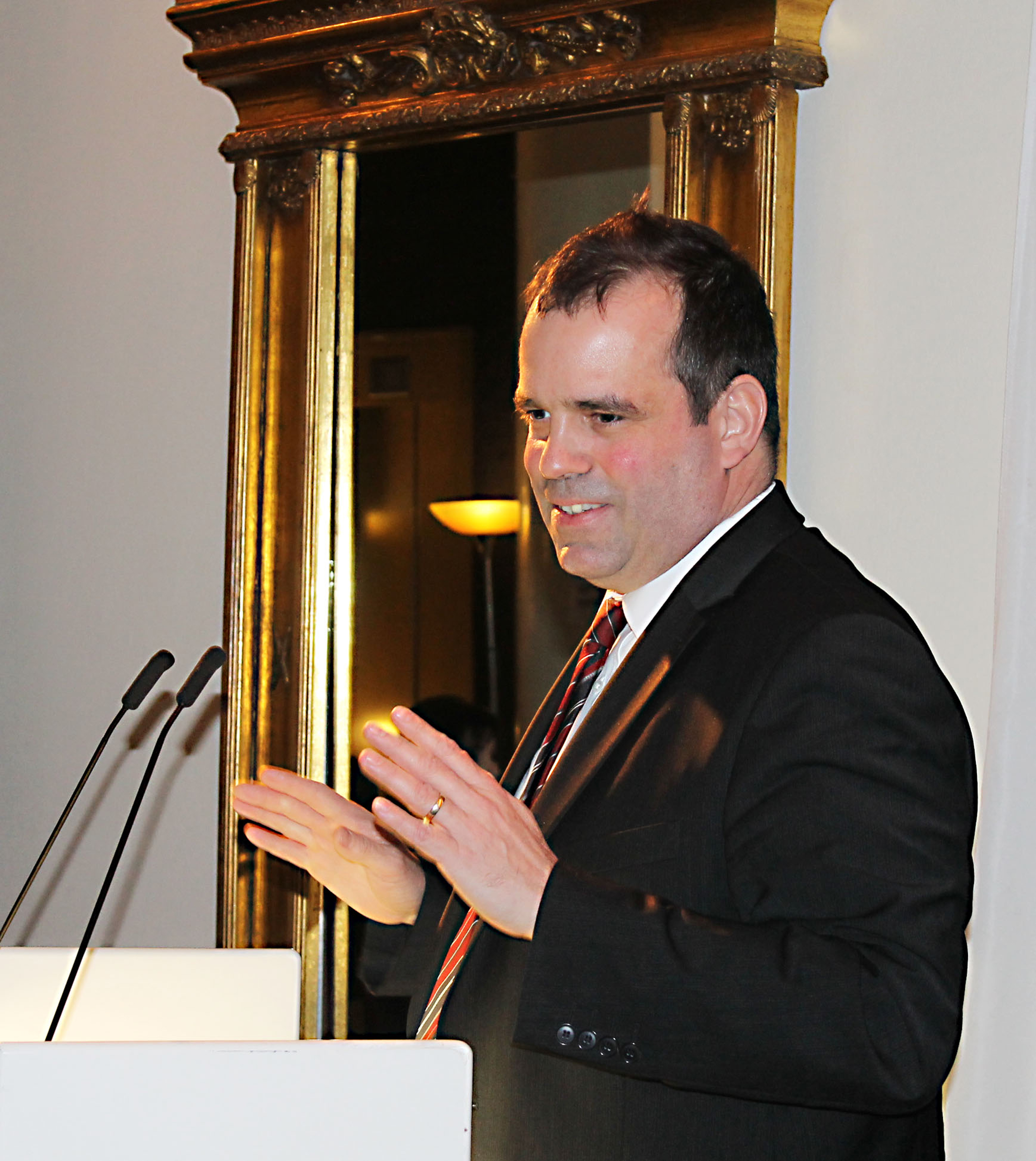
Peter Bohlmann, Landrat des Landkreises Verden

Peter Bohlmann (* 19. April 1972 in Coesfeld) ist ein Kommunalpolitiker der SPD in Niedersachsen. Er ist seit dem 1. Oktober 2005 erster hauptamtlicher Landrat des Landkreises Verden. Gleichzeitig war er zum Zeitpunkt seiner Wahl der bundesweit jüngste Landrat.

## Berufliche Biografie
Peter Bohlmann hat zunächst eine Ausbildung zum Zentralheizungs- und Lüftungsbauer absolviert, an die er ein Studium der Volkswirtschaftslehre an der Hochschule für Wirtschaft und Politik (HWP) in Hamburg anschloss. Anschließend studierte er noch Wirtschaftswissenschaften an der Universität Bremen, bevor er eine Tätigkeit als Unternehmensberater in Bremen aufnahm.

## Politische Biografie
Bohlmann trat 1988 in die SPD ein und wurde 1996 das erste Mal in den Kreistag des Landkreises Verden gewählt. 1999 wurde er Vorsitzender der SPD-Kreistagsfraktion.
Am 24. April 2005 wurde er erstmalig von der Bevölkerung mit 53,2 % zum Landrat und damit zum Leiter der Kreisverwaltung und zum obersten Repräsentanten des Landkreises gewählt. Seine Wiederwahlen erfolgten 2011 mit 66,5 % und für 2019 bis 2026 mit 72,6 %. In seine Amtszeit fallen ein deutlicher Schuldenabbau und eine starke Bevölkerungszunahme im Landkreis Verden. Bohlmann tritt politisch im Gesundheits-, Verkehrs- und Wohnungswesen für eine starke Daseinsfürsorge durch wirtschaftlich gesunde Betriebe im mehrheitlich öffentlichen Eigentum ein. In seiner Funktion als Landrat ist er Vorsitzender des Aufsichtsrates der Aller-Weser-Klinik (AWK) und der Kreisbaugesellschaft des Landkreises Verden mbH (KBG) und Vorsitzender der Gesellschafterversammlung der Verden-Walsroder Eisenbahn.

## Positionen/Veröffentlichungen
Fachpolitisch liegt sein Schwerpunkt in der Sozial- und Arbeitsmarktpolitik, der sich auch durch die kommunale Zuständigkeit des Landkreises Verden für das kommunale Jobcenter und in der sozialräumlichen Ausrichtung des Landkreises in der Jugendhilfe zeigt. Seit 2006 ist er Mitglied und seit 2021 Vorsitzender des Jugend- und Sozialausschusses des Niedersächsischen Landkreistages. In seinen Veröffentlichungen hauptsächlich in Fach- und Verbandszeitschriften tritt er immer wieder als Kritiker an ineffizienter Bürokratie auf, deren Ursachen er in der Ausweitung der Gesetzgebung des Bundes in der Sozialpolitik sieht. Wegen der Einschränkung dezentraler Gestaltungsmöglichkeiten, unklarer Strukturen und Doppelzuständigkeiten ist Bohlmann ein nachdrücklicher Kritiker des als HARTZ 4 und ab dem 1. Januar 2023 als Bürgergeld bezeichneten Sozialgesetzbuch II. Ein von ihm 2015 veröffentlichter Grundsatzartikel zum zehnjährigen Bestehen des Gesetzes trägt den Titel „Bürokratietreiber mit mäßiger Bilanz“. In seinen Ausführungen verneinte er positive arbeitsmarktpolitische Auswirkungen des Gesetzes und setzte sich für einen funktionierenden zweiten Arbeitsmarkt ein. Dass das Bürgergeld die Defizite nicht beseitigte, vertrat er in dem Artikel „HARTZ IV und kein Weg zurück“. Davor kritisierte er am Gesetzesentwurf der Bundesregierung zum Bürgergeld, dass „die Wege aus der Arbeitslosigkeit eingeschränkt und die Wege in die Arbeitslosigkeit erleichtert werden“. Zudem würden gerade die hohen Vermögensgrenzen die Akzeptanz von Sozialleistungen in der Gesellschaft gefährden. Beide Negativprognosen sah er in einem Artikel zum einjährigen Bestehen des Bürgergeldes bestätigt.
Zur Erhöhung der Effizienz und um die Übersichtlichkeit auch für die Bürgerinnen und Bürger zu erhöhen, plädiert er dafür, dass nur die beitragsfinanzierten Sozialleistungen vom Bund und den Sozialversicherungen verantwortet werden und steuerfinanzierte Fürsorgeleistungen fachlich von den Kommunen wahrzunehmen sind. Nur so gäbe es einheitliche Leistungen, weil sich alle Jobcenter dann gemeinsam mit der Ausländerbehörde, dem Schul-, Jugendhilfe und Sozialhilfeträger aber auch der Wirtschaftsförderung unter einem Dach der der Einheitsverwaltungen der Landkreise und kreisfreien Städte befänden.
Wegen der Vermischung mit kommunalen Zuständigkeiten gerade in der Jugendhilfe gilt er auch als nachhaltiger Kritiker des Konzepts der Bundesregierung für eine Kindergrundsicherung. Auch wandte er sich gegen die von der Bundesregierung beabsichtige dann aber nicht mehr weiterverfolgte Verlagerung der Zuständigkeit für junge Arbeitslose unter 25 Jahren von den Jobcentern auf die Bundesagentur für Arbeit. Zur Verlustsituation der Krankenhäuser in Deutschland stellte er die hohen Kapitalzuführungen der Landkreise an die Krankenhäusern am Beispiel der elf Landkreise des ehemaligen Regierungsbezirks Lüneburg in Niedersachsen dar. Hier bezeichnete er Krankenhausfinanzierung über diagnosebezogenen Fallgruppen (DRG) als „exemplarisch für die in unserem Land häufig anzutreffende Regulierungsspirale.“